# Steinerne Rinne bei Raschbach
Die Steinerne Rinne bei Raschbach ist eine Kalktuffrinne nahe Altdorf im mittelfränkischen Landkreis Nürnberger Land in Bayern.

## Lage
Die Steinerne Rinne bei Raschbach befindet sich etwa 500 Meter südwestlich des Altdorfer Gemeindeteiles Raschbach. Rund 4,5 km weiter nördlich findet sich eine weitere Steinerne Rinne.

## Beschreibung
Die Rinne wird auch Asterbrunnen genannt. Sie ist eine etwa 30 Meter lange und bis zu 60 Zentimeter hohe moosbewachsene Kalktuffrinne, deren Breite an der Oberkante bis zu 20 Zentimeter beträgt. Im flacher werdenden Unterhang wird sie niedriger, schmäler und verläuft sich anschließend im Gelände. Die gesamte Fallhöhe liegt bei etwa 5 Meter.
Das Wasser entspringt zwei kleineren Quelltöpfen, die sich nach etwa 10 Metern zu einem gemeinsamen Bachlauf vereinigen. Der flache Bachlauf erreicht erst nach etwa 150 Metern die eigentliche Steinerne Rinne. Auf seinem Weg dorthin hat er einige kleinere Sinterbecken gebildet und teilt dann sich am Anfang der Rinne wieder. Die Zweiteilung scheint neueren Datums zu sein (Stand 2014). Der überwiegende Teil des Wassers fließt neben der eigentlichen Rinne talwärts und bringt auch hier bereits einige kleinere Sinterformen hervor.
Der kleinere Teil des Wassers fließt in die ursprüngliche und moosbewachsene Rinne. Das Wasser verläuft sich nach etwa zwei Dritteln der Rinne und erreicht heute deren Ende nicht mehr. Vermutlich floss aber hier ursprünglich wesentlich mehr Wasser und führte zum Wachstum der Rinne.
Nachfolgend läuft das Wasser dem Raschbach zu, welcher sich bei Hagenhausen mit dem Traunfelder Bach vereinigt.
Das Areal um die beiden Quellen und der Rinne ist ein ausgewiesener und geschützter Landschaftsbestandteil.

## Entstehung
Kalktuffe kommen in verschiedenen morphologischen Formen als große Tufflager, Sinterterrassen, Tuffkaskaden oder wie hier als Kalktuffrinnen vor. Solche Rinnen sind stets an Quellen gebunden, deren Wasser einen besonders hohen Kalkgehalt aufweist. Kleine, aber konstant fließende Quellen lassen unter günstigen Umständen solche Steinernen Rinnen entstehen.
Das Grundwasser kann hier aufgrund der darunterliegenden wasserstauenden Schicht des Ornatentons nicht tiefer versickern und wird seitlich zum Quellaustritt geleitet.
Die Wassertemperatur an der Quelle schwankt um die 8 Grad. Am Quellaustritt erfährt das Wasser eine Druckentlastung, eine Durchmischung mit der Luft und gleichzeitig eine Änderung in der Umgebungstemperatur. Das im Wasser gelöste Kohlendioxid entweicht dabei zum Teil, wodurch Kalk aus dem Wasser ausfällt, der sich, begünstigt von Moosen und anderen Pflanzenteilen, am Rinnenboden absetzt. Bestimmte Algen sind in der Lage, den im Wasser gelösten Kalk auszufällen. Die verästelten Moose fangen dann den ausgefällten Kalk auf. Algen und Moose bewirken so auf der zunächst ebenen Sinterfläche das nach oben gerichtete Wachstum der Steinernen Rinne. Die Moose finden ihren günstigsten Lebensraum am Rande des Bachbettes in einer feuchten und kalkhaltigen Umgebung. Um immer genügend Sonnenlicht für ihr Wachstum zu bekommen, müssen sie stets nach oben oder zur Seite aus der von der Kalkfällungen hervorgerufene Verkrustung herauswachsen. Die Algen leben hingegen bevorzugt auf dem Grund der Fließrinne; der durch sie abgesetzte feste Kalk dichtet die Rinne nach unten und zur Seite hin ab. So sorgen sie für eine Kanalisierung des Wasserlaufes. Solange die Wasserzufuhr zwischen der Quelle und der Steinernen Rinne nicht unterbrochen wird, wächst sie ständig höher, jedes Jahr um wenige Millimeter.

## Geotop
Die Rinne ist vom Bayerischen Landesamt für Umwelt (LfU) als bedeutendes Geotop (Geotop-Nummer: 574R027) ausgewiesen.

## Zugang
Die Steinerne Rinne von Raschbach ist ganzjährig frei zugänglich. Sie ist versteckt gelegen und nur zu Fuß über Forststraßen und Waldwege erreichbar. Eine Beschilderung ist nicht vorhanden.
Die empfindlichen porösen Tuffkalke dürfen nicht betreten oder zerstört werden. Vor allem darf die Rinne nicht aufgestaut und die Ränder dürfen nicht ausgebrochen werden. Der Wuchs des porösen Kalktuffs würde dadurch nachhaltig verändert, der Lauf der feinen Rinne beeinträchtigt und das weitere natürliche Wachstum empfindlich gestört. Verlässt das Wasser nämlich an irgendeiner Stelle die Rinne, so fällt sie im weiteren Lauf trocken, und es wird sehr lange dauern, bis auf dem neuen Weg des Wassers eine neue entstanden ist.

## Bilder

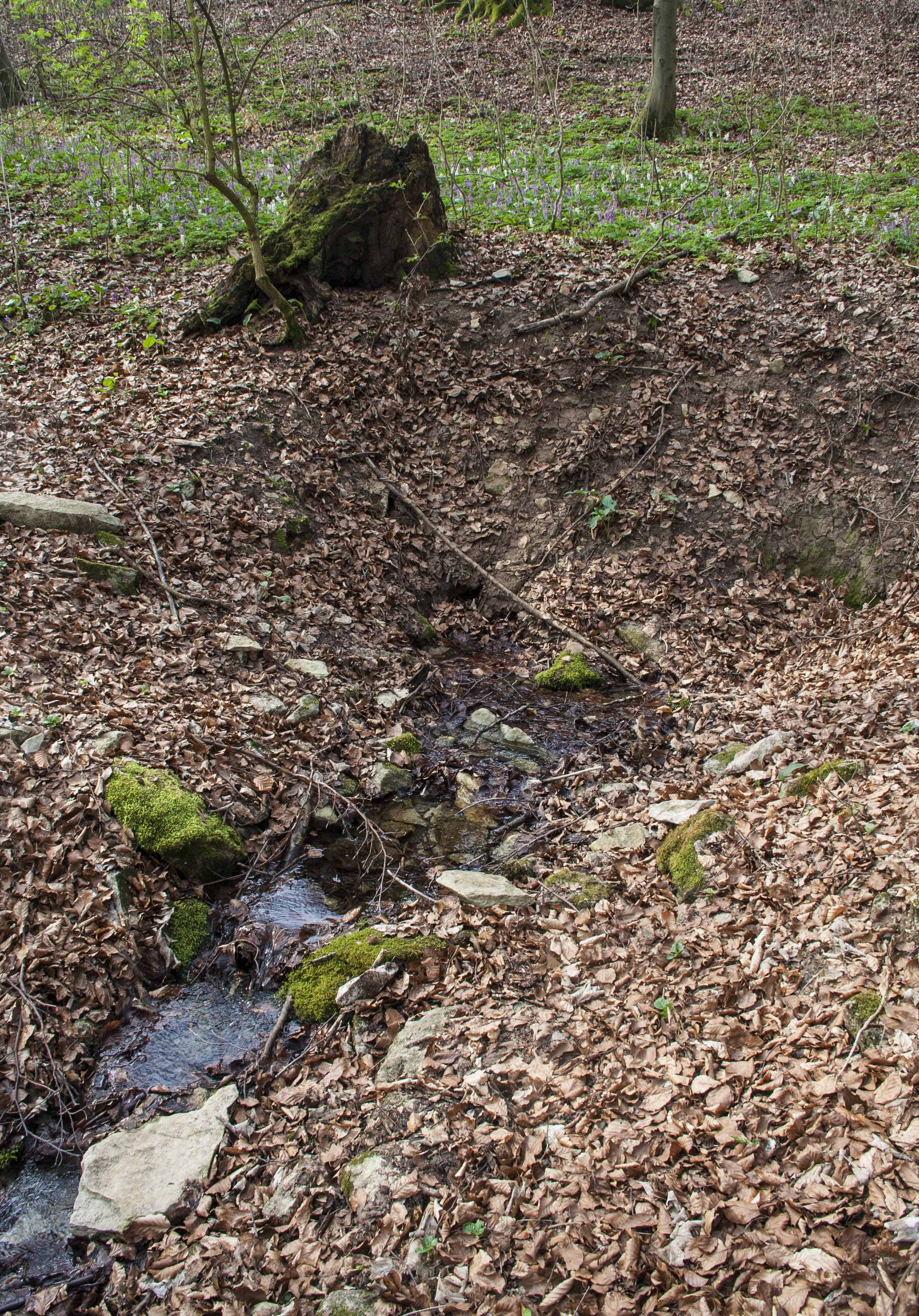
Nördlicher Quelltopf
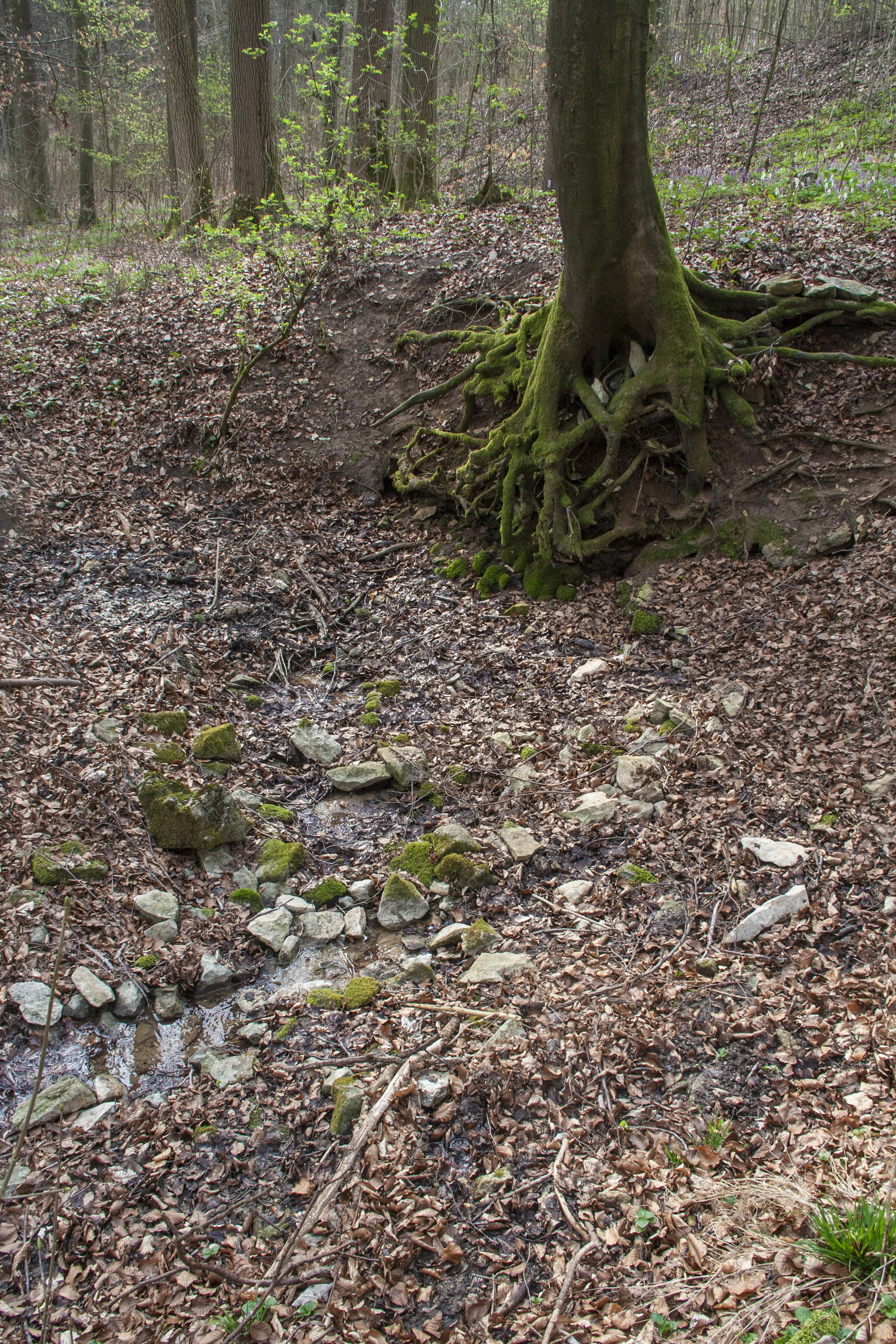
Südlicher Quelltopf
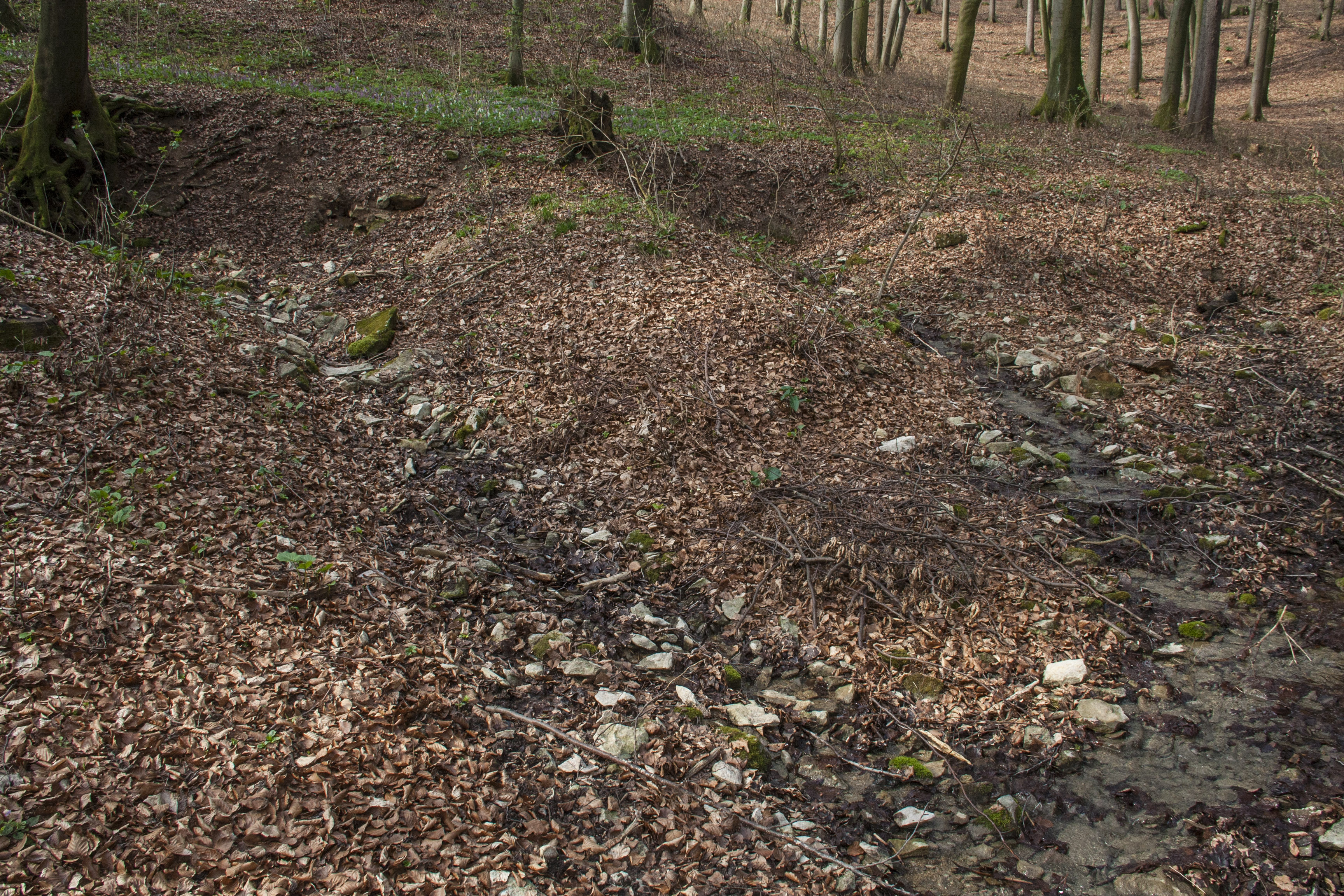
Zusammenführung
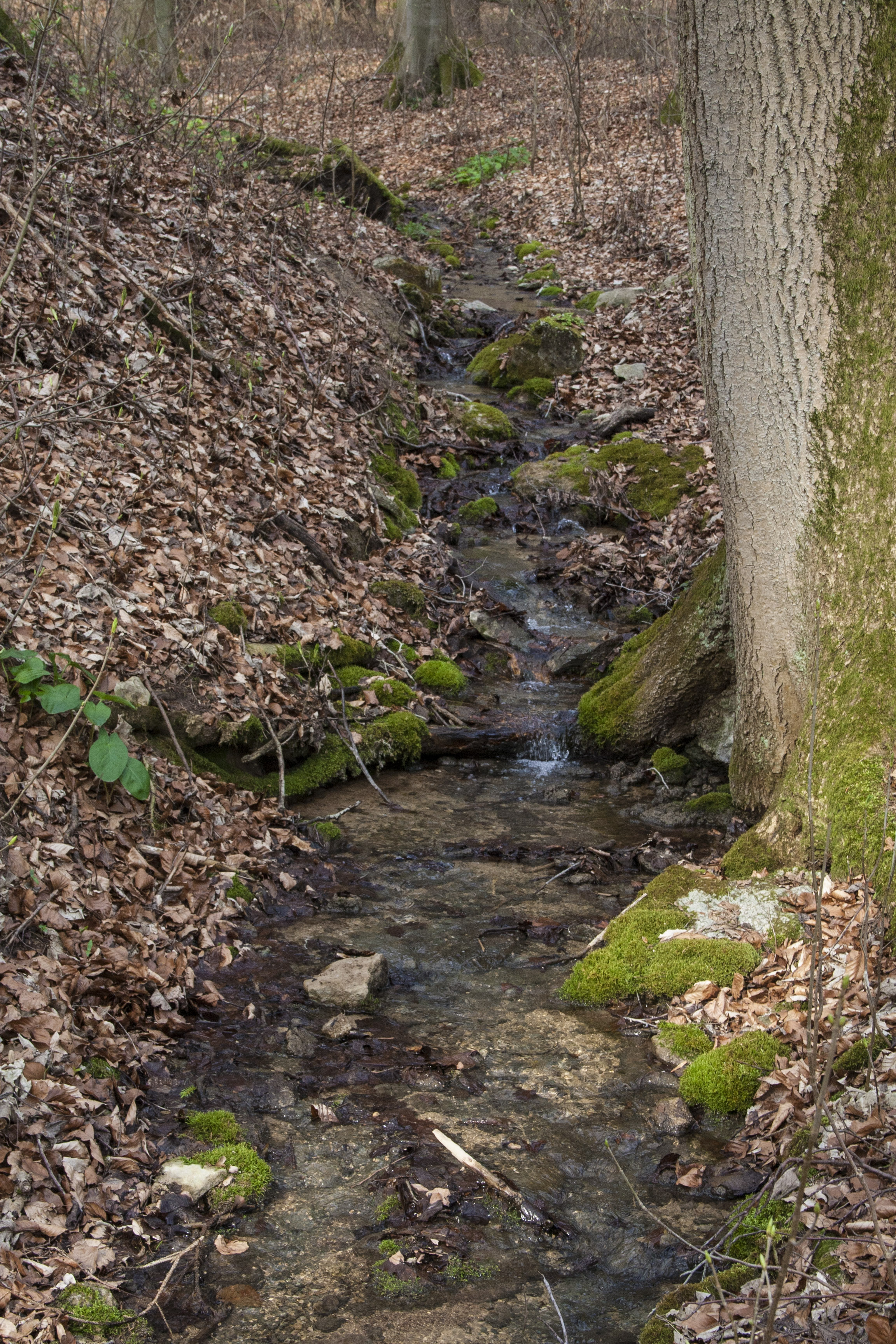
Oberer Bachlauf mit Sinterstufen
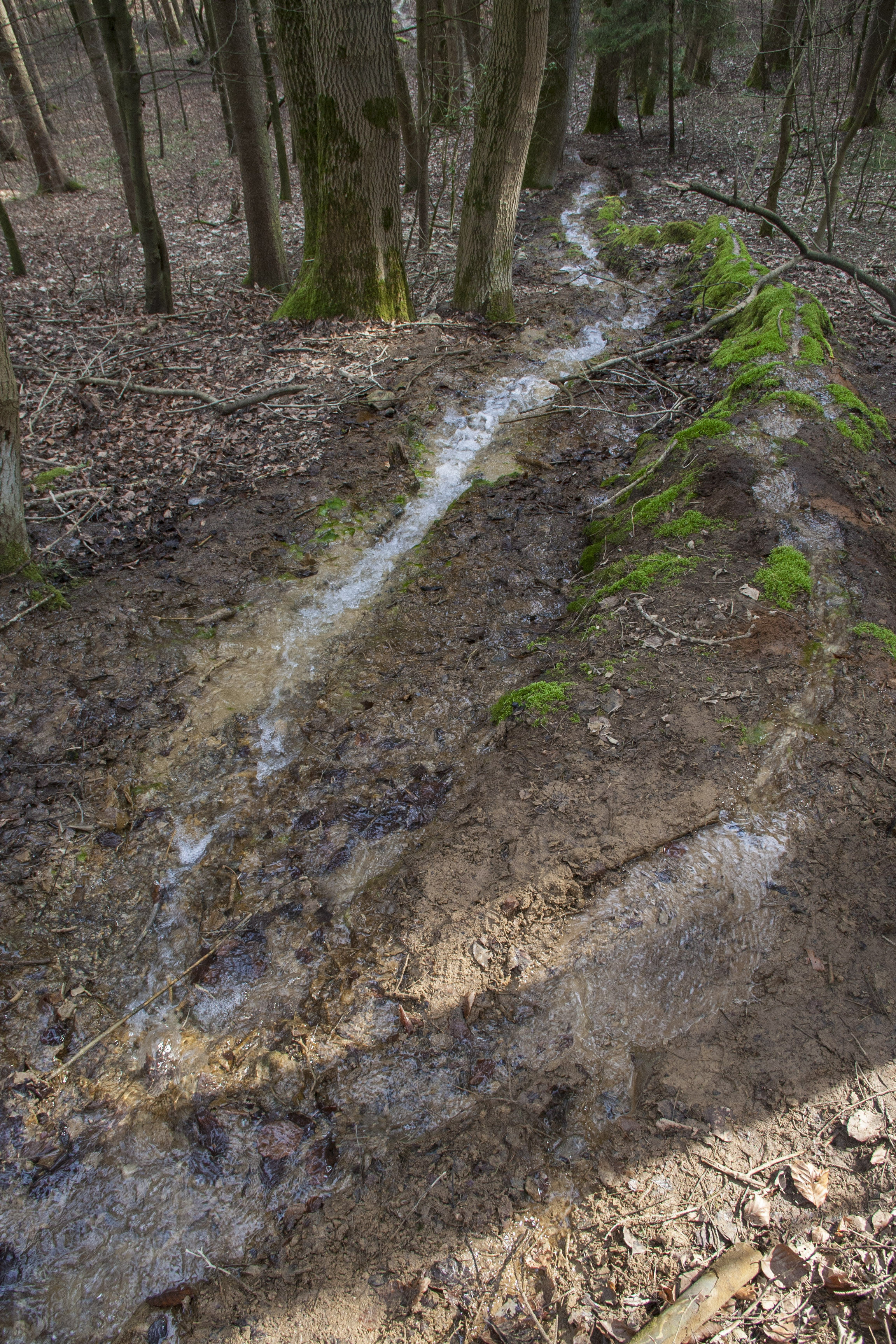
Teilung Bachlauf
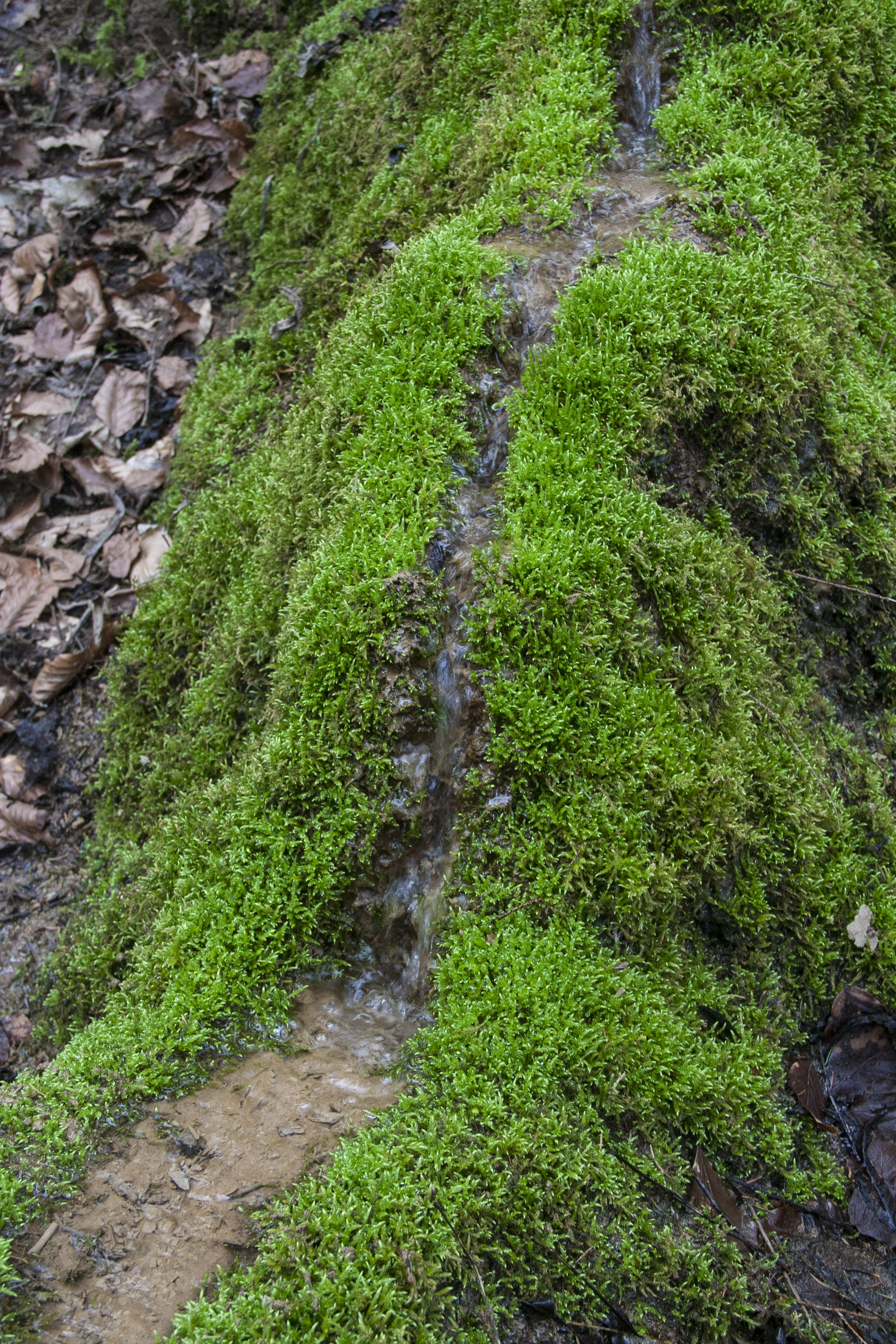
Wasser- führende Rinne
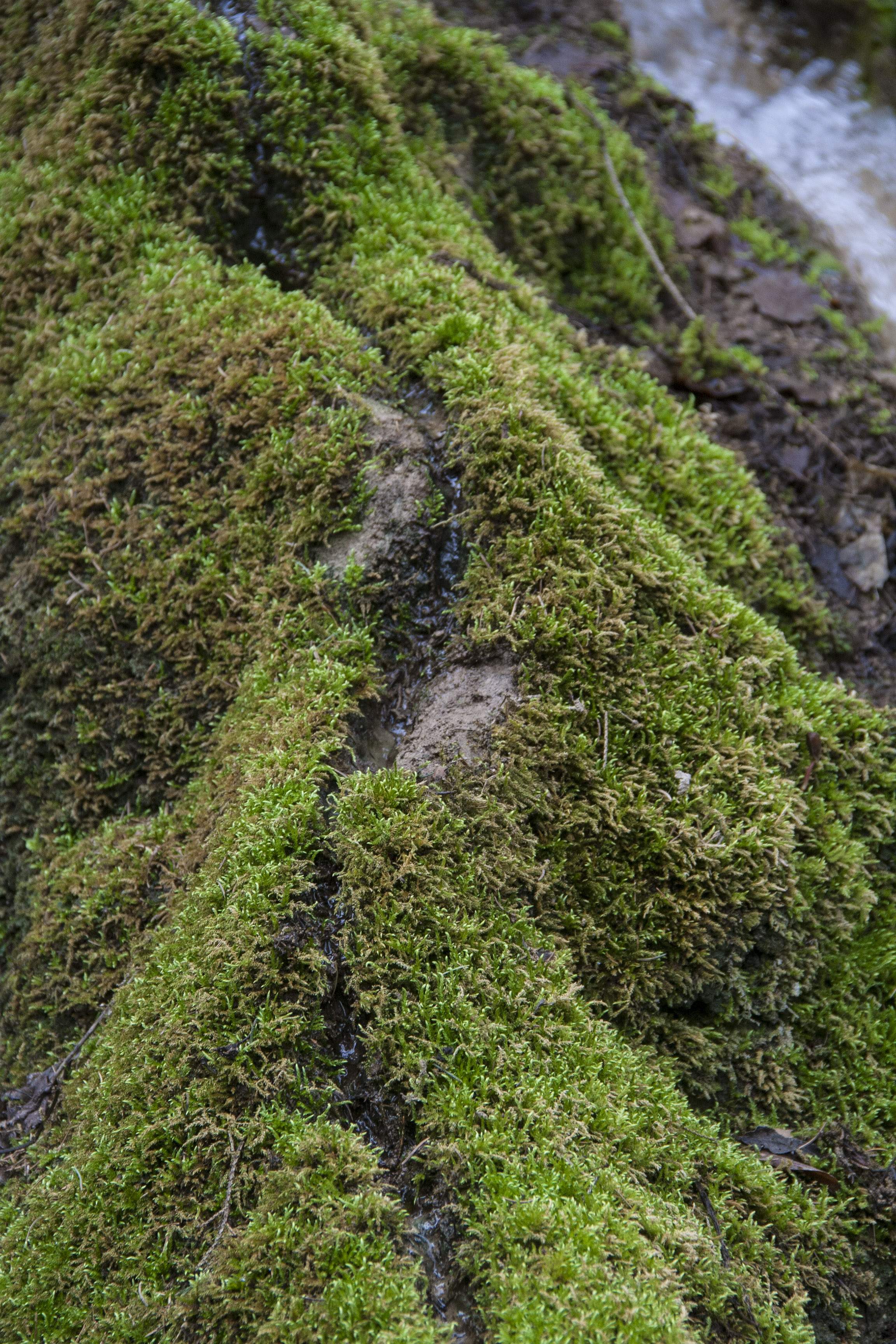
Trocken- gefallene Rinne